# Lindstedt (Adelsgeschlecht)

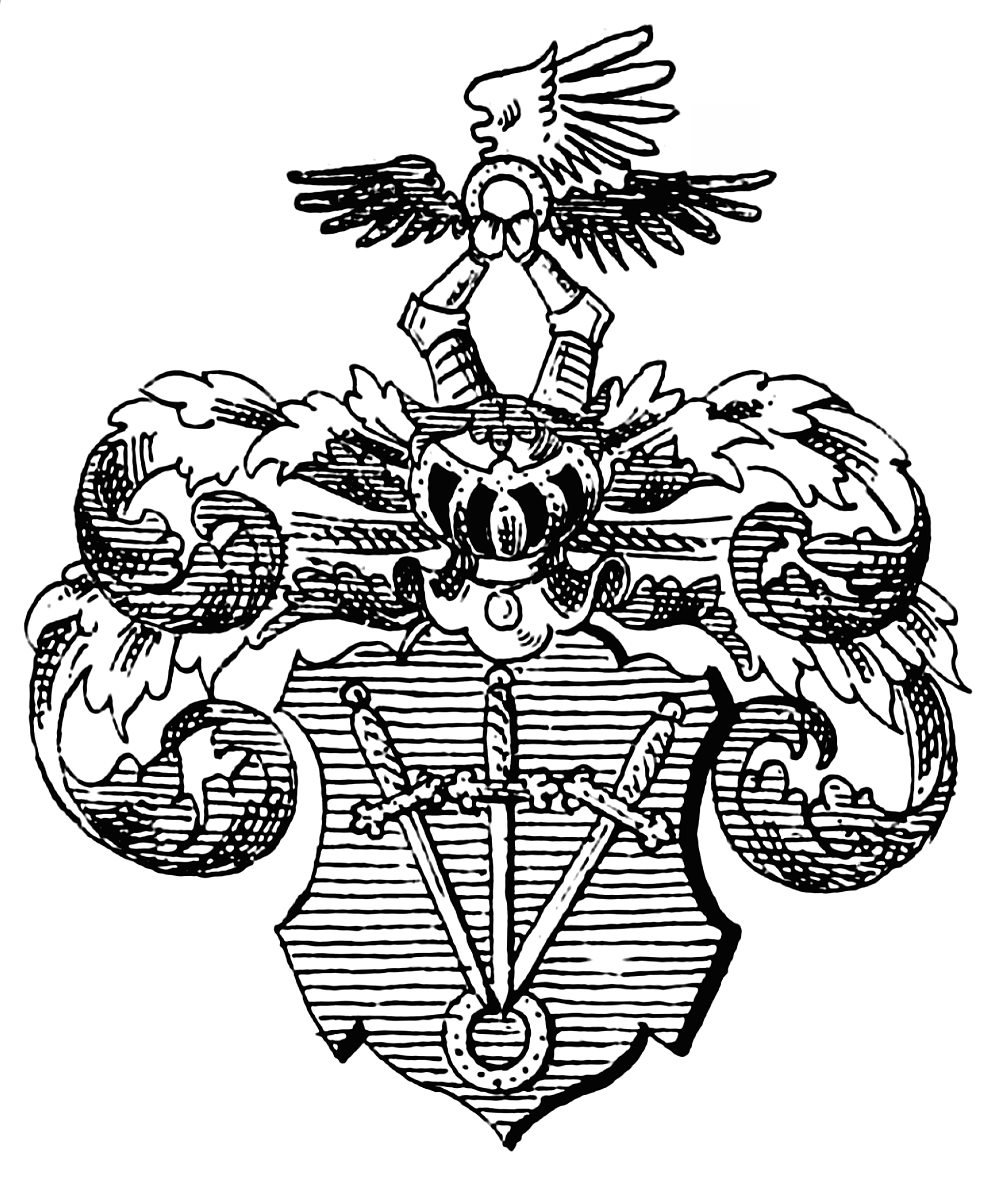
Wappen derer von Lindstedt in Siebmachers Wappenbuch

Lindstedt ist der Name eines thüringischen Briefadelsgeschlechts, dessen Stammreihe mit Friedrich Lindstedt (1809–1886), preußischer Geheimer Oberjustizrat, beginnt.
Diese Familie ist zu unterscheiden von den beiden gleichnamigen, ebenfalls ausgestorbenen Uradelsgeschlechtern aus der Altmark (eines Stammes mit den Eichstedt und Rundstedt) und aus Pommern.

## Adelserhebung
Der fürstlich schwarzburgische Adelsstand wurde am 1. Januar 1912 in Rudolstadt mit Diplom vom 15. Juni 1913 auf Schloss Schwarzburg für den preußischen Major Friedrich Lindstedt (1844–1936) vergeben. Die preußische Adelsanerkennung erfolgte am 18. November 1917 im Großen Hauptquartier, ebenfalls für Friedrich Lindstedt.

## Wappen (1913)
In Blau drei gestürzte, gold begriffte blanke Schwerter, fächerförmig in einem goldenen Ring stehend. Auf dem Helm mit blau-silbernen Decken der goldgekrönte, rot bewehrte, leopardierte, wachsende, goldene Löwe des fürstlich schwarzburgischen Stammwappens.

## Namensträger
- Friedrich von Lindstedt (1844–1936), königlich preußischer Oberstleutnant. Er war verheiratet mit Julie von Schack (1858–1925), die Tochter des herzoglich sachsen-coburg und gothaischen Kammerherrn August von Schack, Oberlandjägermeister von Herzog Ernst II.
- Friedrich August von Lindstedt (1886–1956), Friedrichs Sohn, Forstmeister in Erkner. In zweiter Ehe heiratete er Ursula Angern (1894–??), die Tochter des königlich preußischen Generalmajors Johannes Angern (1861–1938).
- Sabine Clara Juliane von Lindstedt (1924–2008), Friedrich Augusts unverehelichte Tochter, vermachte ihren genealogisch-historischen Nachlass (Wappenbriefe, Ahnenbilder usw.) der Stadt Gotha; mit ihrem Tod erlosch die Adelsfamilie bereits in dritter Generation.